# Sincretismo
Il sincretismo può essere considerato un'unione e fusione di elementi ideologici già inconciliabili, attuata in vista di esigenze pratiche di carattere culturale, filosofico o religioso, appartenenti a due o più culture o dottrine diverse. Il termine è applicato soprattutto nella scienza e storia delle religioni, in cui indica quel complesso di fenomeni e concezioni costituite dall'incontro di forme religiose differenti.

## Origine del termine
Il vocabolo "sincretismo" deriva dal greco συγκρητισμός (synkrētismós), con il significato di "coalizione cretese". 
Il termine compare per la prima volta nel "De fraterno amore", 19 di Plutarco, (Moralia 490 ab), che cita l'esempio dei Cretesi che hanno messo da parte le differenze per coalizzarsi in vista dei pericoli esterni.
La parola latina sincretismus, ripresa da Erasmo da Rotterdam nella lettera a Filippo Melantone del 22 aprile 1519, passò ad indicare le tendenze eclettiche e conciliatrici tra scuole di pensiero diverse, nel senso moderno di "fusione" (dalla falsa etimologia di συγκεράννυμι (synkeránnymi), "mescolo").

## Sincretismo nel mondo antico
Il fenomeno sincretistico risale all'alba della storia ed è caratteristico soprattutto dell'area mediterranea e mediorientale verso l'Asia. Già nelle origini della religione babilonese si possono trovare elementi derivati dalla cultura sumero-accadica. Il primo tentativo organico di integrazione sincretistica può essere fatto risalire a Ciro il Grande ed alla dinastia achemenide. Il suo processo di unificazione politica fu accompagnato da un tentativo di fusione delle divinità dei popoli assoggettati nell'alveo della tradizione religiosa persiana.
Anche nelle origini della religione greca componenti religiose elleniche si trovano fuse con elementi pre-greci. Fu comunque l'ellenismo l'epoca classica del sincretismo religioso, in unione a fattori culturali, economici e politici. La cultura tradizionale greca mutò caratteristiche per le forti influenze esterne, in special modo persiane. Venendo a contatto con tradizioni e credenze diverse, la religione greca subì un processo di assimilazione da parte di divinità venerate nell'area mediorientale, avviando in tal modo un processo sincretistico di ampia portata.
L'istituzione del culto di Serapide in Egitto, per opera di Tolomeo I, la progressiva infiltrazione di Cibele ed Iside nel pantheon greco, contemporaneamente alla crescita del culto di Dioniso, come nuovo Osiride, l'identificazione di Afrodite con Astarte e quella di Zeus con Amon, sono tra gli elementi di maggior spicco della nuova tendenza. Anche nella Roma imperiale possono essere trovati elementi tipici del sincretismo religioso nell'incontro della religione romana con le tradizioni orientali, primo fra tutti il Mitraismo.
Del pari un esempio di sincretismo culturale fu costituito dall'esperienza del mondo islamico, in cui nel corso dei secoli confluì, senza quasi mai ostacolo da parte delle autorità politiche musulmane, il portato del pensiero letterario, scientifico, filosofico e addirittura teologico delle culture dell'India, della Persia sasanide, dell'Ellenismo (veicolato essenzialmente dai Bizantini), dell'Ebraismo, del Cristianesimo orientale (siriaci giacobiti, nestoriani e, specialmente, Copti), del mondo berbero preislamico e persino della Cina, della Corea, del Tibet, della Mongolia e del mondo turco centroasiatico preislamico.

## Sincretismo nell'epoca moderna e contemporanea
Il termine sincretismo si è diffuso in epoca moderna grazie soprattutto al movimento New Age; tuttavia, l'effettivo significato del termine non va confuso con l'interpretazione che questo movimento gli attribuisce. Infatti, mentre il New Age afferma che la parte "migliore" di ogni religione sia costituita dal suo lato esoterico, segreto e misterico, l'accezione più moderna di "sincretismo" indica semplicemente che il substrato di tutte le religioni sia unico; agli effetti del sincretismo non è perciò importante a quale credo si appartenga, ma l'effettivo impegno nella ricerca interiore all'interno della religione o dottrina nella quale si è stabiliti, per scelta o cultura. Il sincretismo religioso, infatti, afferma la sostanziale unità di tutte le fedi e le scuole di pensiero, al di là dei dogmi e delle differenze formali ed esteriori; secondo la visione sincretista, i concetti e princìpi fondanti di ogni credo (quali ad esempio la paternità di Dio e la fratellanza degli uomini, il valore e l'importanza della preghiera, l'amore universale, ecc.) sono gli unici e gli stessi.

## Sincretismo politico
Si parla e si è parlato per analogia anche di sincretismo politico o politica sincretica, riferendosi alla solo apparente congiunzione di posizioni riconcilianti elementi appartenenti a opposte ideologie, in genere di estrema destra ed estrema sinistra, non mediandole, come nel centrismo, ma combinando elementi associati tradizionalmente a ideologie e schieramenti contrapposti.
Molti movimenti estremi o sfociati in regimi totalitari, oggi ed in passato sono stati visti come politicamente sincretici. Dal nazionalsocialismo, al Peronismo argentino (un mix di fascismo e socialismo), al Gollismo francese (che combina il nazionalismo francese, conservatorismo, e dirigismo), fino agli odierni Mojahedin del Popolo Iraniano coniugante marxismo ed islamismo, per una lunga serie di ideologie e movimenti meno noti tra cui il producerismo, coniugante populismo e nazionalismo economico, ed il nazionalbolscevismo russo, che combina nazionalsocialismo al comunismo.

## Sincretismo in ambito artistico
Il termine sincretismo o meglio il neosincretismo è stato utilizzato recentemente anche in ambito artistico dal gruppo-movimento nuova arte sincretica, in questo caso attribuendo al termine stesso un significato estensivo, pur nella conservazione del significato originale, cioè la "conciliazione" e sintesi di stili e linguaggi artistici diversi nell'atto creativo.